# Flavio Behring
Flavio Behring, né le 21 novembre 1937, est un maître brésilien de Gracie jiu-jitsu.

## Biographie
Flavio Behring commence la pratique du Gracie jiu-jitsu en 1947, en suivant les enseignements du Grand Maître Hélio Gracie (ceinture rouge 10e dan) qui est l'un des fondateurs du Gracie Jiu-Jitsu.
En 1951, il est désigné par Carlos Gracie, le patriarche de la famille Gracie, pour les représenter lors d'un combat contre un japonais nommé Shimura, qui souhaitait affronter le Gracie Jiu-Jitsu n'importe où et n'importe quand. Les Gracie misèrent une certaine somme d'argent sur la victoire de Flavio, mais le combat n'eut jamais lieu.
En 1955, Flavio Behring commence à enseigner dans l'Académie Gracie, en aidant le jeune professeur João Alberto Barreto (depuis devenu un Grand Maître - ceinture rouge 9e dan). Il l'accompagne d'ailleurs aux États-Unis en 1963 pour une série de démonstrations du Gracie Jiu-Jitsu (entre autres à l'Académie navale d'Anapolis - US Navy). Parallèlement à sa carrière de Jiu-Jitsu Brésilien, Flavio commence la pratique du judo à partir de 1964 (il arrêtera quelques années plus tard avec le grade de ceinture noire). 
Flavio Behring a enseigné et fait enseigner (Par les frères Barreto - João Alberto et Alvaro tous deux actuellement ceinture rouge 9e Dan) le Jiu-Jitsu à ses enfants. Deux d'entre eux (Marcelo et Sylvio) se montrent particulièrement brillants. Sylvio a atteint depuis peu le titre de Maître grâce à l'obtention de sa ceinture rouge et noire 7e dan. 
Aujourd'hui[Quand ?], Flavio Behring, ancien cadre supérieur en communication, est à la retraite. Il continue néanmoins à enseigner le Jiu-Jitsu Brésilien, au travers de nombreux séminaires de par le monde. Il atteint le titre de Grand Maître en recevant la ceinture rouge 9e dan en 2006 des mains du Grand Maître João Alberto Barreto 9e Dan également. Il devient ainsi l'un des rares pratiquants à posséder un tel grade. 
Il est par ailleurs à la tête d'une association (Association Internationale de Jiu-Jitsu Behring) comptant de nombreux clubs à travers le monde. Il est considéré par beaucoup comme l'un des maîtres brésiliens de Jiu-Jitsu les plus doués techniquement et pédagogiquement[réf. nécessaire]. Il parle couramment le portugais, l'anglais et le français. 
Ses écoles sont disséminées à travers le monde (Amérique du Nord, Amérique du Sud, Caraïbes, Europe, Océanie) quoique majoritairement implantées en Europe, et plus particulièrement en France et en Belgique, où de nombreuses ceintures noires sont issues de sa lignée.